# Марк Курций
Марк Курций (лат. Marcus Curtius) — легендарный персонаж героической истории Рима периода республики.

## Легенда
В книге Тита Ливия «История от основания города» (Ab urbe condita) рассказывается, что однажды на Римском Форуме «то ли от земного трясения, то ли от какой иной силы земля, говорят, расселась почти посередине форума и огромной толщиною провалилась на неведомую глубину». Римляне пытались засыпать провал, но ничего не получалось. И тогда они поняли, что «по вещанию прорицателей, надо было обречь в жертву сему месту, чтобы римское государство стояло вечно», самое ценное, что есть у римского народа. «Тогда-то, гласит предание, Марк Курций, юный и славный воин, с укоризною спросил растерянных граждан, есть ли у римлян что-нибудь сильнее, чем оружие и доблесть». Затем, «при воцарившемся молчании, обратив взор к Капитолию и храмам бессмертных богов… верхом на коне, убранном со всею пышностью, в полном вооружении бросился в провал». После этого земля сомкнулась, а на месте провала образовалось озеро, которое получило название «Озеро Курция» (Lacus Curtius).
Предположительно, землетрясение могло произойти в 362 г. до н. э. Ныне в центре Римского Форума, восточнее Колонны Фоки, видно углубление, вымощенное камнем, напоминающее об этом событии. Приоритет открытия и археологического описания этого места принадлежит итальянскому археологу Джакомо Бони.

## В искусстве
В Палаццо консерваторов Капитолийских музеев в Риме хранится мраморный рельеф I в. до н. э. с изображением подвига Марка Курция. В Средневековье эта прекрасная история служила темой бильдербогенов (нравоучительных картинок, обычно в гравюре на дереве). Героический сюжет привлекал внимание художников эпохи Возрождения и барокко. Известна картина Паоло Веронезе (ок. 1552), находящаяся в венском Музее истории искусств. Итальянские художники для большего эффекта изображали под копытами коня языки пламени. Подобные изображения встречаются на расписных блюдах итальянской майолики, а также на прославленных лиможских расписных эмалях.
Итальянский скульптор Пьетро Бернини, отец более известного скульптора Джованни Лоренцо Бернини, создал оригинальную композицию, использовав античный горельеф (I—II в. н. э.) с изображением коня и добавил фигуру всадника (1615; Галерея Боргезе в Риме).
Самое известное произведение на эту тему связано с именами двух выдающихся скульпторов: Джованни Лоренцо Бернини и Франсуа Жирардона. Гений итальянского барокко во время своего визита в Париж в апреле 1665 года создал мраморный бюст Людовика XIV. По возвращении в Рим Бернини изваял монументальную конную статую короля Людовика в образе Александра Македонского. Когда же её в 1685 году доставили в Париж (после смерти автора), французский король нашёл её отвратительной и хотел уничтожить. Тогда Ф. Жирардон переделал её в изображение Марка Курция. Скульптура имела успех. Оригинал хранится в Лувре. Реплики этого произведения в бронзе установили: одну в парадном дворе (курдонёре) Версаля, другую во Дворе Наполеона у входа в Музей Лувра.
- Марк Курций. I в. до н. э. Мрамор. Капитолийские музеи, Рим
- М. Вольгемут. Марк Курций. 1493. Раскрашенная гравюра на дереве из «Всемирной хроники» Г. Шеделя
- Подвиг Марка Курция. Майолика, роспись. Урбино. 1544
- П. Бернини. Подвиг Марка Курция. 1615. Мрамор. Галерея Боргезе, Рим
- Дж. Л. Бернини – Ф. Жирардон. Конная статуя Марка Курция (Людовика XIV). 1685. Лувр. Двор Наполеона, Париж